# Yigoga unifica
Yigoga unifica är en fjärilsart som beskrevs av Igor Kozhanchikov 1937. Yigoga unifica ingår i släktet Yigoga och familjen nattflyn. Inga underarter finns listade i Catalogue of Life.